# Geisingen (powiat Tuttlingen)
Geisingen – miasto w Niemczech, w kraju związkowym Badenia-Wirtembergia, w rejencji Fryburg, w regionie Schwarzwald-Baar-Heuberg, w powiecie Tuttlingen, siedziba związku gmin Immendingen-Geisingen. Leży w Jurze Szwabskiej, nad Dunajem, ok. 15 km na południowy zachód od Tuttlingen.

## Transport
Miasto leży przy autostradzie A81, drogach krajowych B311 oraz B31 oraz linii kolejowej Doliny Dunaju Donautal (Donaueschingen-Ulm).